# Pandenes
Pandenes es una parroquia del concejo de Cabranes, en el Principado de Asturias.

## Ubicación
Se sitúa a 400 metros de altura y a 8 km de Santa Eulalia, la capital del concejo.

## Barrios
- Pandenes - 50 habitantes 2012, en el censo.43°24′24.4001″N 5°28′22.160658″O / 43.406777806, -5.47282240500
- Los Villares - 28 habitantes 2012, en el censo.43°24′24.796626″N 5°27′32.277352″O / 43.40688795167, -5.45896593111

## Patrimonio
En Pandenes se encuentra la iglesia de San Bartolomé. Es de tipo popular, con pórtico a los pies y en el lateral, así como espadaña de dos huecos.

## Festividades
Antiguamente se celebraban en Pandenes una feria de ganado en otoño y, a finales de agosto, la fiesta de San Bartolomé. Sin embargo, en la actualidad ya no se celebran ninguna de las dos.